# オリヴィエ・デマン
オリヴィエ・デマン（Olivier Deman、2000年4月6日 - ）は、ベルギー・アントウェルペン出身のサッカー選手。ヴェルダー・ブレーメン所属。ポジションはMF、FW。

## クラブ経歴
サークル・ブルッヘの下部組織で育成され、2019年3月10日、スタンダール・リエージュとのリーグ戦にて、88分にアダマ・トラオレとの途中交代でプロデビューを果たした。2020-21シーズンの後半戦から徐々に出場機会を掴み始めると、2021年3月にクラブとの契約を2年間延長した。
2023年8月31日、移籍金約400万ユーロでヴェルダー・ブレーメンがデマンの獲得を発表した。契約年数は非公開。

## 代表経歴
2023年6月、UEFA EURO 2024予選を戦うベルギー代表へ初招集された。そして6月20日、エストニア代表との試合にて、88分にアルトゥール・テアテとの途中交代でベルギー代表デビューを飾った。